# Житин (Брестская область)
Житин (бел. Жыці́н) — деревня в Жабинковском районе Брестской области Беларуси. Входит в состав Степанковского сельсовета.

## География
Через деревню пролегает дорога Н-167, недалеко трасса Р-7.
Ближайшие населённые пункты Подречье, Хмелевка, Лойки и др.

## История
С 1904 года в Гродненской губернии Российской империи.

## Население

### Численность
- 2019 год — 58 жителей

### Динамика
- 1999 год — 92 жителей (перепись населения)
- 2009 год — 67 жителей (перепись населения)[3]
- 2019 год — 58 жителей (перепись населения)

## Улицы
- Цветочная
- Центральная

## Достопримечательность
- Братская могила —  Историко-культурная ценность Республики Беларусь, шифр 113Д000239.